# After All These Years
Albums de Edo. G
Intelligence & Ignorance
(2013) Afterwords
(2015)
After All These Years est le cinquième album studio d'Edo. G, sorti le 9 septembre 2014.

## Liste des titres
| No  | Titre                                                                 | Contient un (des) sample(s) de                                       | Durée |
| --- | --------------------------------------------------------------------- | -------------------------------------------------------------------- | ----- |
| 1.  | 2 Turntables and a Mic (Produit par Pete Rock)                        |                                                                      | 2:59  |
| 2.  | Back & Forth (featuring King Magnetic – Produit par 9th Wonder)       |                                                                      | 3:23  |
| 3.  | Da Anthem (Produit par Obatron)                                       | Blue Mosque du Don Rendell Ian Carr Quintet Izzo (H.O.V.A.) de Jay-Z | 2:48  |
| 4.  | Make Music (Produit par Pete Rock)                                    |                                                                      | 3:01  |
| 5.  | 16's (featuring Guilty Simpson – Produit par Explizit One)            |                                                                      | 2:58  |
| 6.  | U.N.I. (Produit par Blezz)                                            |                                                                      | 3:47  |
| 7.  | Neva Die (Produit par Marco Polo)                                     | And I Love Him des Friends of Distinction                            | 2:24  |
| 8.  | Love (featuring Camp Lo – Produit par ThatKid LMD)                    | I Just Wanna Be Your Girl de Chapter 8                               | 2:20  |
| 9.  | Let da Horns Blow (featuring Walter Beasley – Produit par Pete Rock)  |                                                                      | 3:04  |
| 10. | Da Beef Goes On (featuring Special Teamz – Produit par Special Teamz) |                                                                      | 3:42  |
| 11. | Listen (featuring G-dot & Born – Produit par Jas Productionz)         |                                                                      | 3:46  |
| 12. | Fight (featuring Chuck D – Produit par Vanderslice)                   | Don't Stop the Show de Satin Whale                                   | 3:19  |